# Isbel Parra

Isbel Parra

Isbel Cristina Parra Santos (Caracas, Venezuela; 28 de abril de 1994) es una modelo, gimnasta, diseñadora de modas, y reina de belleza venezolana, ganadora del título Miss International Venezuela 2020. Parra representó a la Región Guayana en dicha edición y representó a Venezuela en el Miss Internacional 2022 en Yokohama, Japón, sin lograr clasificación.
Parra es entrenadora de gimnasia para niñas de bajos recursos y durante mucho tiempo fue una atleta de alto rendimiento, representando a Venezuela en diversas competencias internacionales.

## Biografía y trayectoria

### Primeros años y educación
Parra nació y se crio en Caracas, Venezuela. Es proveniente de una familia de deportistas, tiene 4 hermanos; su madre, Isabel Santos, fue clavadista de alto nivel y es jueza internacional en natación, y su padre, Humberto Parra, fue baloncestista. Parra es diseñadora de modas, habiendo egresado del Instituto de Diseño Ambiental y Moda Brivil en Caracas, caracterizándose por promover el upcycling en sus diseños. Además de ello es una life coach certificada.

### Gimnasia artística
Isbel también inició su carrera en el mundo de la gimnasia a la edad de 4 años, llegando a formar parte de la Selección Venezolana de Gimnasia, actividad que mantuvo por más de 13 años; ello le valió la oportunidad de representar al país en diversas competiciones internacionales. Isbel se retiraría definitivamente de los campeonatos a la edad de 18 años, siendo su última participación, el Gasparilla Classic, en Tampa, Florida, Estados Unidos.
Después de ello, comenzaría a desempeñarse como coach e instructora de gimnasia artística, especialmente hacia niñas de bajos recursos de su ciudad Caracas, trabajo realizado en el Club Gimnástico Génesis, fundado por su familia.

## Concursos de belleza

### Miss Earth Venezuela 2017
Parra inició su participación en los concursos de belleza en 2012, llegando a lograr participar en la edición inaugural de Miss Earth Venezuela en 2017. Isbel representó al estado Trujillo en dicha contienda.

### Miss Venezuela 2020
Posteriormente Parra representó a la Región Guayana, entidad debutante dentro del Miss Venezuela. Isbel compitió junto a otras 21 candidatas por la disputada corona, convirtiéndose en una de las grandes favoritas de dicha edición. Al final del Miss Venezuela 2020, realizado el 24 de septiembre de 2020, Parra fue coronada como Miss Internacional Venezuela 2020, lo que la convirtió en representante de Venezuela en Miss Internacional. Parra fue coronada al día siguiente por Melissa Jiménez, Miss Venezuela Internacional 2019, debido a las medidas de bioseguridad implementadas a causa de la pandemia de COVID-19.
Durante su reinado, Isbel fue designada por el Comité Olímpico Venezolano como embajadora oficial de la delegación venezolana en los Juegos Olímpicos de Tokio 2020. Al mismo tiempo, por su faceta como deportista fue designada como Embajadora de Olimpiadas Especiales Venezuela.
Otra de las actividades características de su reinado fue su participación en organizaciones de acción social, siendo Embajadora de la Asociación Civil Buena Voluntad Venezuela,
organización sin fines de lucro que se dedica a la capacitación e inclusión sociolaboral de personas con discapacidad.
Como parte de su preparación para el concurso Miss Internacional 2022, Parra realizó cursos en caligrafía básica nipona.
En el mes de julio de 2021 se integró como animadora del programa Más Allá de la Belleza de Venevisión Plus junto a Alejandra Conde y Mariangel Villasmil, y en agosto del mismo año se integró como animadora invitada al programa matutino  Portada's, de Venevisión.
El 16 de noviembre de 2022 entregó su corona como Miss Internacional Venezuela a la representante del estado Portuguesa, Andrea Rubio, al culminar la elección de Miss Venezuela 2022. 

### Miss Internacional 2022
Como Miss Venezuela Internacional, Parra representó a Venezuela en el Miss Internacional 2022 en Yokohama, Japón, donde no obtuvo clasificación.

## Cronología
| Predecesor: Melissa Jiménez | Miss Venezuela Internacional 2020 | Sucesor: Andrea Rubio     |
| Predecesor: Nuevo título →  | Miss Región Guayana 2020          | Sucesor: Zaibeth Salimey  |
| Predecesor: Nuevo título →  | Miss Earth Trujillo 2017          | Sucesor: Gabriela Vásquez |

| Venezuela en los Grand Slam 2022 | Venezuela en los Grand Slam 2022 | Venezuela en los Grand Slam 2022 | Venezuela en los Grand Slam 2022 | Venezuela en los Grand Slam 2022 | Venezuela en los Grand Slam 2022 | Venezuela en los Grand Slam 2022 |
| Miss Universo                    | Miss Mundo                       | Miss Internacional               | Miss Intercontinental            | Miss Tierra                      | Miss Supranacional               | Miss Grand Internacional         |
| -------------------------------- | -------------------------------- | -------------------------------- | -------------------------------- | -------------------------------- | -------------------------------- | -------------------------------- |
| Amanda Dudamel                   | Ariagny Daboín                   | Isbel Parra                      | Emmy Carrero                     | Oriana Pablos                    | Ismelys Velásquez                | Luiseth Materán                  |